# Martindale (Texas)
Martindale è un centro abitato degli Stati Uniti d'America, situato nella contea di Caldwell dello Stato del Texas.

## Società

### Evoluzione demografica
Secondo il censimento del 2000, c'erano 953 persone, 332 nuclei familiari, e 234 famiglie residenti nella città. La densità di popolazione era di 472,4 persone per miglio quadrato (182,2/km²). C'erano 363 unità abitative a una densità media di 179,9 per miglio quadrato (69,4/km²). La composizione etnica della città era formata dal 58,76% di bianchi, il 3,04% di afroamericani, lo 0,31% di nativi americani, il 33,79% di altre razze, e il 4,09% di due o più etnie. Ispanici o latinos di qualunque razza erano il 61,49% della popolazione.
C'erano 332 nuclei familiari di cui il 31,9% avevano figli di età inferiore ai 18 anni, il 52,7% erano coppie sposate conviventi, il 12,3% aveva un capofamiglia femmina senza marito, e il 29,5% erano non-famiglie. Il 24,7% di tutti i nuclei familiari erano individuali e il 6,0% aveva componenti con un'età di 65 anni o più che vivevano da soli. Il numero di componenti medio di un nucleo familiare era di 2,87 e quello di una famiglia era di 3,49.
La popolazione era composta dal 26,5% di persone sotto i 18 anni, il 13,2% di persone dai 18 ai 24 anni, il 27,4% di persone dai 25 ai 44 anni, il 21,8% di persone dai 45 ai 64 anni, e l'11,0% di persone di 65 anni o più. L'età media era di 33 anni. Per ogni 100 femmine c'erano 99,0 maschi. Per ogni 100 femmine dai 18 anni in giù, c'erano 96,6 maschi.
Il reddito medio di un nucleo familiare era di 33.882 dollari, e quello di una famiglia era di 37.125 dollari. I maschi avevano un reddito medio pro capite di 31.094 dollari contro i 20.625 dollari delle femmine. Il reddito medio pro capite era di 13.913 dollari. Circa il 10,0% delle famiglie e il 12,0% della popolazione erano sotto la soglia di povertà, incluso l'11,6% di persone sotto i 18 anni e l'11,7% di persone di 65 anni o più.